# Pterolophia ovatula
Pterolophia ovatula är en skalbaggsart som beskrevs av Stefan von Breuning 1939. Pterolophia ovatula ingår i släktet Pterolophia och familjen långhorningar.
Artens utbredningsområde är Ghana. Inga underarter finns listade i Catalogue of Life.